# Let’s Get It Started (album)
Let’s Get It Started – drugi studyjny album amerykańskiego rapera MC Hammera. Został wydany 28 września, 1988 roku. Album promowany był singlami „Pump It Up”, „Let’s Get It Started”, „Turn This Mutha Out” i „They Put Me in the Mix” do których powstały teledyski. Zdobył podwójną platynę.

## Lista utworów
1. „Intro: Turn This Mutha Out”
2. „Let’s Get It Started”
3. „Ring ’Em”
4. „Cold Go MC Hammer”
5. „You’re Being Served”
6. „It’s Gone”
7. „They Put Me in the Mix”
8. „Son of the King”
9. „That’s What I Said”
10. „Feel My Power”
11. „Pump It Up (Here’s the News)”